# Лавров (Воронежская область)
Лавров — хутор в Нижнедевицком районе Воронежской области.
Входит в состав Михнёвского сельского поселения.